# هان دریژور
هان دریژور (انگلیسی: Han Drijver; ۱۱ مارس ۱۹۲۷ – ۱۰ اکتبر ۱۹۸۶) بازیکن هاکی روی چمن اهل پادشاهی هلند بود.